# Volta a Cataluña 2025
La 104.ª edición de la competición ciclista Volta a Cataluña fue una carrera de ciclismo en ruta por etapas que se celebró entre el 24 y el 30 de marzo de 2025 en Cataluña con inicio en la ciudad de San Felíu de Guixols y final en la ciudad de Barcelona sobre un recorrido de 1092,5 kilómetros.
La carrera formó parte del UCI WorldTour 2025, calendario ciclístico de máximo nivel mundial, y fue la novena carrera de dicho circuito. El vencedor fue el esloveno Primož Roglič del Red Bull-BORA-hansgrohe, quien estuvo acompañado en el podio por los españoles Juan Ayuso del UAE Emirates XRG y Enric Mas del Movistar, segundo y tercer clasificado respectivamente.

## Equipos participantes
Tomaron parte en la carrera 24 equipos: 18 de categoría UCI WorldTeam y 6 de categoría UCI ProTeam. Formaron así un pelotón de 168 ciclistas de los que acabaron 122. Los equipos participantes fueron:
| WorldTeams (18)- EF Education-EasyPost - Alpecin-Deceuninck - Arkéa-B&B Hotels - XDS Astana Team - Bahrain-Victorious - Cofidis - Decathlon AG2R La Mondiale Team - Groupama-FDJ - Ineos Grenadiers - Intermarché-Wanty - Movistar Team - Lidl-Trek - Red Bull-BORA-hansgrohe - Soudal Quick-Step - Team Picnic-PostNL - Team Jayco AlUla - Team Visma \| Lease a Bike - UAE Team Emirates XRG ProTeams (6)- Lotto - Israel-Premier Tech - Caja Rural-Seguros RGA - Equipo Kern Pharma - Burgos-Burpellet-BH - Euskaltel-Euskadi |
| |

## Recorrido
| Etapa     | Fecha     | Recorrido                                       | type             | Distancia (km) | Desnivel (m) | Ganador         | Líder           |
| --------- | --------- | ----------------------------------------------- | ---------------- | -------------- | ------------ | --------------- | --------------- |
| 1.ª etapa | 24 de mar | San Feliu de Guíxols – San Feliu de Guíxols     | etapa escarpada  | 178,3          | 2765 m       | Matthew Brennan | Matthew Brennan |
| 2.ª etapa | 25 de mar | Bañolas – Figueras                              | etapa llana      | 177,3          | 1790 m       | Ethan Vernon    | Matthew Brennan |
| 3.ª etapa | 26 de mar | Viladecans – La Molina                          | etapa de montaña | 218,6          | 5093 m       | Juan Ayuso      | Juan Ayuso      |
| 4.ª etapa | 27 de mar | San Vicente de Castellet – Macizo de Montserrat | etapa de montaña | 188,7          | 3089 m       | Primož Roglič   | Primož Roglič   |
| 5.ª etapa | 28 de mar | Pauls – Amposta                                 | etapa llana      | 172            | 1320 m       | Matthew Brennan | Juan Ayuso      |
| 6.ª etapa | 29 de mar | Berga – Berga                                   | etapa llana      | 72             | 1143 m       | Quinn Simmons   | Juan Ayuso      |
| 7.ª etapa | 30 de mar | Barcelona – Barcelona                           | etapa escarpada  | 88,2           | 1901 m       | Primož Roglič   | Primož Roglič   |

## Desarrollo de la carrera

### 1.ª etapa
| San Feliu de Guíxols - San Feliu de Guíxols | etapa escarpada | (178,3 km) |

| \| Clasificación de la etapa \| Clasificación de la etapa \| Clasificación de la etapa \| Clasificación de la etapa \| Clasificación de la etapa \| \| Ciclista \| Ciclista \| Equipo \| Tiempo \| \| \| ------------------------- \| ------------------------- \| -------------------------- \| ------------------------- \| ------------------------- \| \| 1.º \| Matthew Brennan \| Team Visma \\| Lease a Bike \| 4 h 25 min 17 s \| \| \| 2.º \| Kaden Groves \| Alpecin-Deceuninck \| + 0 s \| \| \| 3.º \| Tibor del Grosso \| Alpecin-Deceuninck \| + 0 s \| \| \| 4.º \| Dorian Godon \| Decathlon-AG2R La Mondiale \| + 0 s \| \| \| 5.º \| Andrea Vendrame \| Decathlon-AG2R La Mondiale \| + 0 s \| \| \| 6.º \| Corbin Strong \| Israel-Premier Tech \| + 0 s \| \| \| 7.º \| Edward Planckaert \| Alpecin-Deceuninck \| + 0 s \| \| \| 8.º \| Mikel Landa \| Soudal Quick-Step \| + 0 s \| \| \| 9.º \| Lennert Van Eetvelt \| Lotto \| + 0 s \| \| \| 10.º \| Laurens De Plus \| Ineos Grenadiers \| + 0 s \| \| |                     |                            |                 |
| |                     |                            |                 |
| |                     |                            |                 |
| Clasificación de la etapa |                     |                            |                 |
| Ciclista | Ciclista            | Equipo                     | Tiempo          |
| 1.º | Matthew Brennan     | Team Visma \| Lease a Bike | 4 h 25 min 17 s |
| 2.º | Kaden Groves        | Alpecin-Deceuninck         | + 0 s           |
| 3.º | Tibor del Grosso    | Alpecin-Deceuninck         | + 0 s           |
| 4.º | Dorian Godon        | Decathlon-AG2R La Mondiale | + 0 s           |
| 5.º | Andrea Vendrame     | Decathlon-AG2R La Mondiale | + 0 s           |
| 6.º | Corbin Strong       | Israel-Premier Tech        | + 0 s           |
| 7.º | Edward Planckaert   | Alpecin-Deceuninck         | + 0 s           |
| 8.º | Mikel Landa         | Soudal Quick-Step          | + 0 s           |
| 9.º | Lennert Van Eetvelt | Lotto                      | + 0 s           |
| 10.º | Laurens De Plus     | Ineos Grenadiers           | + 0 s           |

| \| Clasificación general \| Clasificación general \| Clasificación general \| Clasificación general \| Clasificación general \| \| Ciclista \| Ciclista \| Equipo \| Tiempo \| \| \| --------------------- \| --------------------- \| -------------------------- \| --------------------- \| --------------------- \| \| 1.º \| Matthew Brennan \| Team Visma \\| Lease a Bike \| 4 h 25 min 07 s \| \| \| 2.º \| Kaden Groves \| Alpecin-Deceuninck \| + 4 s \| \| \| 3.º \| Tibor del Grosso \| Alpecin-Deceuninck \| + 6 s \| \| \| 4.º \| Enric Mas \| Movistar Team \| + 7 s \| \| \| 5.º \| Primož Roglič \| Red Bull-Bora-Hansgrohe \| + 9 s \| \| \| 6.º \| Dorian Godon \| Decathlon-AG2R La Mondiale \| + 10 s \| \| \| 7.º \| Andrea Vendrame \| Decathlon-AG2R La Mondiale \| + 10 s \| \| \| 8.º \| Corbin Strong \| Israel-Premier Tech \| + 10 s \| \| \| 9.º \| Edward Planckaert \| Alpecin-Deceuninck \| + 10 s \| \| \| 10.º \| Mikel Landa \| Soudal Quick-Step \| + 10 s \| \| |                   |                            |                 |
| |                   |                            |                 |
| |                   |                            |                 |
| Clasificación general |                   |                            |                 |
| Ciclista | Ciclista          | Equipo                     | Tiempo          |
| 1.º | Matthew Brennan   | Team Visma \| Lease a Bike | 4 h 25 min 07 s |
| 2.º | Kaden Groves      | Alpecin-Deceuninck         | + 4 s           |
| 3.º | Tibor del Grosso  | Alpecin-Deceuninck         | + 6 s           |
| 4.º | Enric Mas         | Movistar Team              | + 7 s           |
| 5.º | Primož Roglič     | Red Bull-Bora-Hansgrohe    | + 9 s           |
| 6.º | Dorian Godon      | Decathlon-AG2R La Mondiale | + 10 s          |
| 7.º | Andrea Vendrame   | Decathlon-AG2R La Mondiale | + 10 s          |
| 8.º | Corbin Strong     | Israel-Premier Tech        | + 10 s          |
| 9.º | Edward Planckaert | Alpecin-Deceuninck         | + 10 s          |
| 10.º | Mikel Landa       | Soudal Quick-Step          | + 10 s          |

### 2.ª etapa
| Bañolas - Figueras | etapa llana | (177,3 km) |

| \| Clasificación de la etapa \| Clasificación de la etapa \| Clasificación de la etapa \| Clasificación de la etapa \| Clasificación de la etapa \| \| Ciclista \| Ciclista \| Equipo \| Tiempo \| \| \| ------------------------- \| ------------------------- \| -------------------------- \| ------------------------- \| ------------------------- \| \| 1.º \| Ethan Vernon \| Israel-Premier Tech \| 4 h 16 min 16 s \| \| \| 2.º \| Matthew Brennan \| Team Visma \\| Lease a Bike \| + 0 s \| \| \| 3.º \| Kaden Groves \| Alpecin-Deceuninck \| + 0 s \| \| \| 4.º \| Axel Laurance \| Ineos Grenadiers \| + 0 s \| \| \| 5.º \| Pavel Bittner \| Team Picnic-PostNL \| + 0 s \| \| \| 6.º \| Dorian Godon \| Decathlon-AG2R La Mondiale \| + 0 s \| \| \| 7.º \| Marijn van den Berg \| EF Education-EasyPost \| + 0 s \| \| \| 8.º \| Stanisław Aniołkowski \| Cofidis \| + 0 s \| \| \| 9.º \| Dion Smith \| Intermarché-Wanty \| + 0 s \| \| \| 10.º \| Anders Foldager \| Team Jayco AlUla \| + 0 s \| \| |                       |                            |                 |
| |                       |                            |                 |
| |                       |                            |                 |
| Clasificación de la etapa |                       |                            |                 |
| Ciclista | Ciclista              | Equipo                     | Tiempo          |
| 1.º | Ethan Vernon          | Israel-Premier Tech        | 4 h 16 min 16 s |
| 2.º | Matthew Brennan       | Team Visma \| Lease a Bike | + 0 s           |
| 3.º | Kaden Groves          | Alpecin-Deceuninck         | + 0 s           |
| 4.º | Axel Laurance         | Ineos Grenadiers           | + 0 s           |
| 5.º | Pavel Bittner         | Team Picnic-PostNL         | + 0 s           |
| 6.º | Dorian Godon          | Decathlon-AG2R La Mondiale | + 0 s           |
| 7.º | Marijn van den Berg   | EF Education-EasyPost      | + 0 s           |
| 8.º | Stanisław Aniołkowski | Cofidis                    | + 0 s           |
| 9.º | Dion Smith            | Intermarché-Wanty          | + 0 s           |
| 10.º | Anders Foldager       | Team Jayco AlUla           | + 0 s           |

| \| Clasificación general \| Clasificación general \| Clasificación general \| Clasificación general \| Clasificación general \| \| Ciclista \| Ciclista \| Equipo \| Tiempo \| \| \| --------------------- \| --------------------- \| -------------------------- \| --------------------- \| --------------------- \| \| 1.º \| Matthew Brennan \| Team Visma \\| Lease a Bike \| 8 h 41 min 17 s \| \| \| 2.º \| Kaden Groves \| Alpecin-Deceuninck \| + 6 s \| \| \| 3.º \| Tibor del Grosso \| Alpecin-Deceuninck \| + 12 s \| \| \| 4.º \| Enric Mas \| Movistar Team \| + 13 s \| \| \| 5.º \| Juan Ayuso \| UAE Team Emirates XRG \| + 13 s \| \| \| 6.º \| Primož Roglič \| Red Bull-Bora-Hansgrohe \| + 15 s \| \| \| 7.º \| Dorian Godon \| Decathlon-AG2R La Mondiale \| + 16 s \| \| \| 8.º \| Andrea Vendrame \| Decathlon-AG2R La Mondiale \| + 16 s \| \| \| 9.º \| William Junior Lecerf \| Soudal Quick-Step \| + 16 s \| \| \| 10.º \| Pavel Bittner \| Team Picnic-PostNL \| + 16 s \| \| |                       |                            |                 |
| |                       |                            |                 |
| |                       |                            |                 |
| Clasificación general |                       |                            |                 |
| Ciclista | Ciclista              | Equipo                     | Tiempo          |
| 1.º | Matthew Brennan       | Team Visma \| Lease a Bike | 8 h 41 min 17 s |
| 2.º | Kaden Groves          | Alpecin-Deceuninck         | + 6 s           |
| 3.º | Tibor del Grosso      | Alpecin-Deceuninck         | + 12 s          |
| 4.º | Enric Mas             | Movistar Team              | + 13 s          |
| 5.º | Juan Ayuso            | UAE Team Emirates XRG      | + 13 s          |
| 6.º | Primož Roglič         | Red Bull-Bora-Hansgrohe    | + 15 s          |
| 7.º | Dorian Godon          | Decathlon-AG2R La Mondiale | + 16 s          |
| 8.º | Andrea Vendrame       | Decathlon-AG2R La Mondiale | + 16 s          |
| 9.º | William Junior Lecerf | Soudal Quick-Step          | + 16 s          |
| 10.º | Pavel Bittner         | Team Picnic-PostNL         | + 16 s          |

### 3.ª etapa
| Viladecans - La Molina | etapa de montaña | (218,6 km) |

| \| Clasificación de la etapa \| Clasificación de la etapa \| Clasificación de la etapa \| Clasificación de la etapa \| Clasificación de la etapa \| \| Ciclista \| Ciclista \| Equipo \| Tiempo \| \| \| ------------------------- \| ------------------------- \| ------------------------- \| ------------------------- \| ------------------------- \| \| 1.º \| Juan Ayuso \| UAE Team Emirates XRG \| 5 h 49 min 29 s \| \| \| 2.º \| Primož Roglič \| Red Bull-Bora-Hansgrohe \| + 0 s \| \| \| 3.º \| Mikel Landa \| Soudal Quick-Step \| + 2 s \| \| \| 4.º \| Lenny Martinez \| Bahrain Victorious \| + 4 s \| \| \| 5.º \| Lennert Van Eetvelt \| Lotto \| + 4 s \| \| \| 6.º \| Enric Mas \| Movistar Team \| + 4 s \| \| \| 7.º \| Egan Bernal \| Ineos Grenadiers \| + 4 s \| \| \| 8.º \| Harold Martín López \| XDS Astana Team \| + 4 s \| \| \| 9.º \| Richard Carapaz \| EF Education-EasyPost \| + 4 s \| \| \| 10.º \| Adam Yates \| UAE Team Emirates XRG \| + 4 s \| \| |                     |                         |                 |
| |                     |                         |                 |
| |                     |                         |                 |
| Clasificación de la etapa |                     |                         |                 |
| Ciclista | Ciclista            | Equipo                  | Tiempo          |
| 1.º | Juan Ayuso          | UAE Team Emirates XRG   | 5 h 49 min 29 s |
| 2.º | Primož Roglič       | Red Bull-Bora-Hansgrohe | + 0 s           |
| 3.º | Mikel Landa         | Soudal Quick-Step       | + 2 s           |
| 4.º | Lenny Martinez      | Bahrain Victorious      | + 4 s           |
| 5.º | Lennert Van Eetvelt | Lotto                   | + 4 s           |
| 6.º | Enric Mas           | Movistar Team           | + 4 s           |
| 7.º | Egan Bernal         | Ineos Grenadiers        | + 4 s           |
| 8.º | Harold Martín López | XDS Astana Team         | + 4 s           |
| 9.º | Richard Carapaz     | EF Education-EasyPost   | + 4 s           |
| 10.º | Adam Yates          | UAE Team Emirates XRG   | + 4 s           |

| \| Clasificación general \| Clasificación general \| Clasificación general \| Clasificación general \| Clasificación general \| \| Ciclista \| Ciclista \| Equipo \| Tiempo \| \| \| --------------------- \| --------------------- \| ----------------------- \| --------------------- \| --------------------- \| \| 1.º \| Juan Ayuso \| UAE Team Emirates XRG \| 14 h 30 min 49 s \| \| \| 2.º \| Primož Roglič \| Red Bull-Bora-Hansgrohe \| + 6 s \| \| \| 3.º \| Mikel Landa \| Soudal Quick-Step \| + 11 s \| \| \| 4.º \| Enric Mas \| Movistar Team \| + 14 s \| \| \| 5.º \| William Junior Lecerf \| Soudal Quick-Step \| + 17 s \| \| \| 6.º \| Lenny Martinez \| Bahrain Victorious \| + 17 s \| \| \| 7.º \| Richard Carapaz \| EF Education-EasyPost \| + 17 s \| \| \| 8.º \| Laurens De Plus \| Ineos Grenadiers \| + 17 s \| \| \| 9.º \| Lennert Van Eetvelt \| Lotto \| + 17 s \| \| \| 10.º \| Egan Bernal \| Ineos Grenadiers \| + 17 s \| \| |                       |                         |                  |
| |                       |                         |                  |
| |                       |                         |                  |
| Clasificación general |                       |                         |                  |
| Ciclista | Ciclista              | Equipo                  | Tiempo           |
| 1.º | Juan Ayuso            | UAE Team Emirates XRG   | 14 h 30 min 49 s |
| 2.º | Primož Roglič         | Red Bull-Bora-Hansgrohe | + 6 s            |
| 3.º | Mikel Landa           | Soudal Quick-Step       | + 11 s           |
| 4.º | Enric Mas             | Movistar Team           | + 14 s           |
| 5.º | William Junior Lecerf | Soudal Quick-Step       | + 17 s           |
| 6.º | Lenny Martinez        | Bahrain Victorious      | + 17 s           |
| 7.º | Richard Carapaz       | EF Education-EasyPost   | + 17 s           |
| 8.º | Laurens De Plus       | Ineos Grenadiers        | + 17 s           |
| 9.º | Lennert Van Eetvelt   | Lotto                   | + 17 s           |
| 10.º | Egan Bernal           | Ineos Grenadiers        | + 17 s           |

### 4.ª etapa
| San Vicente de Castellet - Macizo de Montserrat | etapa de montaña | (188,7 km) |

| \| Clasificación de la etapa \| Clasificación de la etapa \| Clasificación de la etapa \| Clasificación de la etapa \| Clasificación de la etapa \| \| Ciclista \| Ciclista \| Equipo \| Tiempo \| \| \| ------------------------- \| ------------------------- \| -------------------------- \| ------------------------- \| ------------------------- \| \| 1.º \| Primož Roglič \| Red Bull-Bora-Hansgrohe \| 4 h 24 min 08 s \| \| \| 2.º \| Juan Ayuso \| UAE Team Emirates XRG \| + 0 s \| \| \| 3.º \| Enric Mas \| Movistar Team \| + 3 s \| \| \| 4.º \| Lenny Martinez \| Bahrain Victorious \| + 3 s \| \| \| 5.º \| Mikel Landa \| Soudal Quick-Step \| + 3 s \| \| \| 6.º \| Felix Gall \| Decathlon-AG2R La Mondiale \| + 3 s \| \| \| 7.º \| Lennert Van Eetvelt \| Lotto \| + 3 s \| \| \| 8.º \| Matthew Riccitello \| Israel-Premier Tech \| + 6 s \| \| \| 9.º \| Juan Pedro López \| Lidl-Trek \| + 21 s \| \| \| 10.º \| Giulio Pellizzari \| Red Bull-Bora-Hansgrohe \| + 26 s \| \| |                     |                            |                 |
| |                     |                            |                 |
| |                     |                            |                 |
| Clasificación de la etapa |                     |                            |                 |
| Ciclista | Ciclista            | Equipo                     | Tiempo          |
| 1.º | Primož Roglič       | Red Bull-Bora-Hansgrohe    | 4 h 24 min 08 s |
| 2.º | Juan Ayuso          | UAE Team Emirates XRG      | + 0 s           |
| 3.º | Enric Mas           | Movistar Team              | + 3 s           |
| 4.º | Lenny Martinez      | Bahrain Victorious         | + 3 s           |
| 5.º | Mikel Landa         | Soudal Quick-Step          | + 3 s           |
| 6.º | Felix Gall          | Decathlon-AG2R La Mondiale | + 3 s           |
| 7.º | Lennert Van Eetvelt | Lotto                      | + 3 s           |
| 8.º | Matthew Riccitello  | Israel-Premier Tech        | + 6 s           |
| 9.º | Juan Pedro López    | Lidl-Trek                  | + 21 s          |
| 10.º | Giulio Pellizzari   | Red Bull-Bora-Hansgrohe    | + 26 s          |

| \| Clasificación general \| Clasificación general \| Clasificación general \| Clasificación general \| Clasificación general \| \| Ciclista \| Ciclista \| Equipo \| Tiempo \| \| \| --------------------- \| --------------------- \| ----------------------- \| --------------------- \| --------------------- \| \| 1.º \| Primož Roglič \| Red Bull-Bora-Hansgrohe \| 18 h 54 min 50 s \| \| \| 2.º \| Juan Ayuso \| UAE Team Emirates XRG \| + 0 s \| \| \| 3.º \| Enric Mas \| Movistar Team \| + 20 s \| \| \| 4.º \| Mikel Landa \| Soudal Quick-Step \| + 21 s \| \| \| 5.º \| Lenny Martinez \| Bahrain Victorious \| + 27 s \| \| \| 6.º \| Lennert Van Eetvelt \| Lotto \| + 27 s \| \| \| 7.º \| Matthew Riccitello \| Israel-Premier Tech \| + 45 s \| \| \| 8.º \| Harold Martín López \| XDS Astana Team \| + 55 s \| \| \| 9.º \| William Junior Lecerf \| Soudal Quick-Step \| + 58 s \| \| \| 10.º \| Laurens De Plus \| Ineos Grenadiers \| + 58 s \| \| |                       |                         |                  |
| |                       |                         |                  |
| |                       |                         |                  |
| Clasificación general |                       |                         |                  |
| Ciclista | Ciclista              | Equipo                  | Tiempo           |
| 1.º | Primož Roglič         | Red Bull-Bora-Hansgrohe | 18 h 54 min 50 s |
| 2.º | Juan Ayuso            | UAE Team Emirates XRG   | + 0 s            |
| 3.º | Enric Mas             | Movistar Team           | + 20 s           |
| 4.º | Mikel Landa           | Soudal Quick-Step       | + 21 s           |
| 5.º | Lenny Martinez        | Bahrain Victorious      | + 27 s           |
| 6.º | Lennert Van Eetvelt   | Lotto                   | + 27 s           |
| 7.º | Matthew Riccitello    | Israel-Premier Tech     | + 45 s           |
| 8.º | Harold Martín López   | XDS Astana Team         | + 55 s           |
| 9.º | William Junior Lecerf | Soudal Quick-Step       | + 58 s           |
| 10.º | Laurens De Plus       | Ineos Grenadiers        | + 58 s           |

### 5.ª etapa
| Pauls - Amposta | etapa llana | (172 km) |

| \| Clasificación de la etapa \| Clasificación de la etapa \| Clasificación de la etapa \| Clasificación de la etapa \| Clasificación de la etapa \| \| Ciclista \| Ciclista \| Equipo \| Tiempo \| \| \| ------------------------- \| ------------------------- \| -------------------------- \| ------------------------- \| ------------------------- \| \| 1.º \| Matthew Brennan \| Team Visma \\| Lease a Bike \| 3 h 28 min 14 s \| \| \| 2.º \| Tibor del Grosso \| Alpecin-Deceuninck \| + 0 s \| \| \| 3.º \| Pavel Bittner \| Team Picnic-PostNL \| + 0 s \| \| \| 4.º \| Marijn van den Berg \| EF Education-EasyPost \| + 0 s \| \| \| 5.º \| Corbin Strong \| Israel-Premier Tech \| + 0 s \| \| \| 6.º \| Axel Laurance \| Ineos Grenadiers \| + 0 s \| \| \| 7.º \| Dorian Godon \| Decathlon-AG2R La Mondiale \| + 0 s \| \| \| 8.º \| Nico Denz \| Red Bull-Bora-Hansgrohe \| + 0 s \| \| \| 9.º \| Eric Fagúndez \| Burgos-Burpellet-BH \| + 0 s \| \| \| 10.º \| Juan Ayuso \| UAE Team Emirates XRG \| + 0 s \| \| |                     |                            |                 |
| |                     |                            |                 |
| |                     |                            |                 |
| Clasificación de la etapa |                     |                            |                 |
| Ciclista | Ciclista            | Equipo                     | Tiempo          |
| 1.º | Matthew Brennan     | Team Visma \| Lease a Bike | 3 h 28 min 14 s |
| 2.º | Tibor del Grosso    | Alpecin-Deceuninck         | + 0 s           |
| 3.º | Pavel Bittner       | Team Picnic-PostNL         | + 0 s           |
| 4.º | Marijn van den Berg | EF Education-EasyPost      | + 0 s           |
| 5.º | Corbin Strong       | Israel-Premier Tech        | + 0 s           |
| 6.º | Axel Laurance       | Ineos Grenadiers           | + 0 s           |
| 7.º | Dorian Godon        | Decathlon-AG2R La Mondiale | + 0 s           |
| 8.º | Nico Denz           | Red Bull-Bora-Hansgrohe    | + 0 s           |
| 9.º | Eric Fagúndez       | Burgos-Burpellet-BH        | + 0 s           |
| 10.º | Juan Ayuso          | UAE Team Emirates XRG      | + 0 s           |

| \| Clasificación general \| Clasificación general \| Clasificación general \| Clasificación general \| Clasificación general \| \| Ciclista \| Ciclista \| Equipo \| Tiempo \| \| \| --------------------- \| --------------------- \| -------------------------- \| --------------------- \| --------------------- \| \| 1.º \| Juan Ayuso \| UAE Team Emirates XRG \| 22 h 23 min 03 s \| \| \| 2.º \| Primož Roglič \| Red Bull-Bora-Hansgrohe \| + 1 s \| \| \| 3.º \| Enric Mas \| Movistar Team \| + 21 s \| \| \| 4.º \| Mikel Landa \| Soudal Quick-Step \| + 22 s \| \| \| 5.º \| Lenny Martinez \| Bahrain Victorious \| + 28 s \| \| \| 6.º \| Laurens De Plus \| Ineos Grenadiers \| + 59 s \| \| \| 7.º \| Egan Bernal \| Ineos Grenadiers \| + 59 s \| \| \| 8.º \| Lennert Van Eetvelt \| Lotto \| + 1 min 10 s \| \| \| 9.º \| Simon Yates \| Team Visma \\| Lease a Bike \| + 1 min 14 s \| \| \| 10.º \| Richard Carapaz \| EF Education-EasyPost \| + 1 min 27 s \| \| |                     |                            |                  |
| |                     |                            |                  |
| |                     |                            |                  |
| Clasificación general |                     |                            |                  |
| Ciclista | Ciclista            | Equipo                     | Tiempo           |
| 1.º | Juan Ayuso          | UAE Team Emirates XRG      | 22 h 23 min 03 s |
| 2.º | Primož Roglič       | Red Bull-Bora-Hansgrohe    | + 1 s            |
| 3.º | Enric Mas           | Movistar Team              | + 21 s           |
| 4.º | Mikel Landa         | Soudal Quick-Step          | + 22 s           |
| 5.º | Lenny Martinez      | Bahrain Victorious         | + 28 s           |
| 6.º | Laurens De Plus     | Ineos Grenadiers           | + 59 s           |
| 7.º | Egan Bernal         | Ineos Grenadiers           | + 59 s           |
| 8.º | Lennert Van Eetvelt | Lotto                      | + 1 min 10 s     |
| 9.º | Simon Yates         | Team Visma \| Lease a Bike | + 1 min 14 s     |
| 10.º | Richard Carapaz     | EF Education-EasyPost      | + 1 min 27 s     |

### 6.ª etapa
| Berga - Berga | etapa llana | (72 km) |

| \| Clasificación de la etapa \| Clasificación de la etapa \| Clasificación de la etapa \| Clasificación de la etapa \| Clasificación de la etapa \| \| Ciclista \| Ciclista \| Equipo \| Tiempo \| \| \| ------------------------- \| ------------------------- \| -------------------------- \| ------------------------- \| ------------------------- \| \| 1.º \| Quinn Simmons \| Lidl-Trek \| 25 min 04 s \| \| \| 2.º \| Pavel Bittner \| Team Picnic-PostNL \| + 0 s \| \| \| 3.º \| Anders Foldager \| Team Jayco AlUla \| + 0 s \| \| \| 4.º \| Lennert Van Eetvelt \| Lotto \| + 0 s \| \| \| 5.º \| Ethan Vernon \| Israel-Premier Tech \| + 0 s \| \| \| 6.º \| Andrea Vendrame \| Decathlon-AG2R La Mondiale \| + 0 s \| \| \| 7.º \| Dorian Godon \| Decathlon-AG2R La Mondiale \| + 0 s \| \| \| 8.º \| Axel Laurance \| Ineos Grenadiers \| + 0 s \| \| \| 9.º \| Pau Miquel \| Equipo Kern Pharma \| + 0 s \| \| \| 10.º \| Harold Martín López \| XDS Astana Team \| + 0 s \| \| |                     |                            |             |
| |                     |                            |             |
| |                     |                            |             |
| Clasificación de la etapa |                     |                            |             |
| Ciclista | Ciclista            | Equipo                     | Tiempo      |
| 1.º | Quinn Simmons       | Lidl-Trek                  | 25 min 04 s |
| 2.º | Pavel Bittner       | Team Picnic-PostNL         | + 0 s       |
| 3.º | Anders Foldager     | Team Jayco AlUla           | + 0 s       |
| 4.º | Lennert Van Eetvelt | Lotto                      | + 0 s       |
| 5.º | Ethan Vernon        | Israel-Premier Tech        | + 0 s       |
| 6.º | Andrea Vendrame     | Decathlon-AG2R La Mondiale | + 0 s       |
| 7.º | Dorian Godon        | Decathlon-AG2R La Mondiale | + 0 s       |
| 8.º | Axel Laurance       | Ineos Grenadiers           | + 0 s       |
| 9.º | Pau Miquel          | Equipo Kern Pharma         | + 0 s       |
| 10.º | Harold Martín López | XDS Astana Team            | + 0 s       |

| \| Clasificación general \| Clasificación general \| Clasificación general \| Clasificación general \| Clasificación general \| \| Ciclista \| Ciclista \| Equipo \| Tiempo \| \| \| --------------------- \| --------------------- \| -------------------------- \| --------------------- \| --------------------- \| \| 1.º \| Juan Ayuso \| UAE Team Emirates XRG \| 22 h 48 min 07 s \| \| \| 2.º \| Primož Roglič \| Red Bull-Bora-Hansgrohe \| + 1 s \| \| \| 3.º \| Enric Mas \| Movistar Team \| + 21 s \| \| \| 4.º \| Mikel Landa \| Soudal Quick-Step \| + 22 s \| \| \| 5.º \| Lenny Martinez \| Bahrain Victorious \| + 28 s \| \| \| 6.º \| Laurens De Plus \| Ineos Grenadiers \| + 59 s \| \| \| 7.º \| Egan Bernal \| Ineos Grenadiers \| + 59 s \| \| \| 8.º \| Lennert Van Eetvelt \| Lotto \| + 1 min 10 s \| \| \| 9.º \| Simon Yates \| Team Visma \\| Lease a Bike \| + 1 min 14 s \| \| \| 10.º \| Richard Carapaz \| EF Education-EasyPost \| + 1 min 27 s \| \| |                     |                            |                  |
| |                     |                            |                  |
| |                     |                            |                  |
| Clasificación general |                     |                            |                  |
| Ciclista | Ciclista            | Equipo                     | Tiempo           |
| 1.º | Juan Ayuso          | UAE Team Emirates XRG      | 22 h 48 min 07 s |
| 2.º | Primož Roglič       | Red Bull-Bora-Hansgrohe    | + 1 s            |
| 3.º | Enric Mas           | Movistar Team              | + 21 s           |
| 4.º | Mikel Landa         | Soudal Quick-Step          | + 22 s           |
| 5.º | Lenny Martinez      | Bahrain Victorious         | + 28 s           |
| 6.º | Laurens De Plus     | Ineos Grenadiers           | + 59 s           |
| 7.º | Egan Bernal         | Ineos Grenadiers           | + 59 s           |
| 8.º | Lennert Van Eetvelt | Lotto                      | + 1 min 10 s     |
| 9.º | Simon Yates         | Team Visma \| Lease a Bike | + 1 min 14 s     |
| 10.º | Richard Carapaz     | EF Education-EasyPost      | + 1 min 27 s     |

### 7.ª etapa
| Barcelona - Barcelona | etapa escarpada | (88,2 km) |

| \| Clasificación de la etapa \| Clasificación de la etapa \| Clasificación de la etapa \| Clasificación de la etapa \| Clasificación de la etapa \| \| Ciclista \| Ciclista \| Equipo \| Tiempo \| \| \| ------------------------- \| ------------------------- \| -------------------------- \| ------------------------- \| ------------------------- \| \| 1.º \| Primož Roglič \| Red Bull-Bora-Hansgrohe \| 1 h 58 min 27 s \| \| \| 2.º \| Laurens De Plus \| Ineos Grenadiers \| + 14 s \| \| \| 3.º \| Lennert Van Eetvelt \| Lotto \| + 14 s \| \| \| 4.º \| Dorian Godon \| Decathlon-AG2R La Mondiale \| + 19 s \| \| \| 5.º \| Sylvain Moniquet \| Cofidis \| + 19 s \| \| \| 6.º \| Lorenzo Fortunato \| XDS Astana Team \| + 19 s \| \| \| 7.º \| Corbin Strong \| Israel-Premier Tech \| + 19 s \| \| \| 8.º \| Simon Yates \| Team Visma \\| Lease a Bike \| + 19 s \| \| \| 9.º \| Axel Laurance \| Ineos Grenadiers \| + 19 s \| \| \| 10.º \| Rudy Molard \| Groupama-FDJ \| + 19 s \| \| |                     |                            |                 |
| |                     |                            |                 |
| |                     |                            |                 |
| Clasificación de la etapa |                     |                            |                 |
| Ciclista | Ciclista            | Equipo                     | Tiempo          |
| 1.º | Primož Roglič       | Red Bull-Bora-Hansgrohe    | 1 h 58 min 27 s |
| 2.º | Laurens De Plus     | Ineos Grenadiers           | + 14 s          |
| 3.º | Lennert Van Eetvelt | Lotto                      | + 14 s          |
| 4.º | Dorian Godon        | Decathlon-AG2R La Mondiale | + 19 s          |
| 5.º | Sylvain Moniquet    | Cofidis                    | + 19 s          |
| 6.º | Lorenzo Fortunato   | XDS Astana Team            | + 19 s          |
| 7.º | Corbin Strong       | Israel-Premier Tech        | + 19 s          |
| 8.º | Simon Yates         | Team Visma \| Lease a Bike | + 19 s          |
| 9.º | Axel Laurance       | Ineos Grenadiers           | + 19 s          |
| 10.º | Rudy Molard         | Groupama-FDJ               | + 19 s          |

## Clasificaciones finales
- Las clasificaciones finalizaron de la siguiente forma:[3]

### Clasificación general
| \| Clasificación general \| Clasificación general \| Clasificación general \| Clasificación general \| Clasificación general \| \| Ciclista \| Ciclista \| Equipo \| Tiempo \| \| \| --------------------- \| --------------------- \| -------------------------- \| --------------------- \| --------------------- \| \| 1.º \| Primož Roglič \| Red Bull-Bora-Hansgrohe \| 24 h 46 min 21 s \| \| \| 2.º \| Juan Ayuso \| UAE Team Emirates XRG \| + 28 s \| \| \| 3.º \| Enric Mas \| Movistar Team \| + 53 s \| \| \| 4.º \| Mikel Landa \| Soudal Quick-Step \| + 54 s \| \| \| 5.º \| Lenny Martinez \| Bahrain Victorious \| + 1 min 00 s \| \| \| 6.º \| Laurens De Plus \| Ineos Grenadiers \| + 1 min 20 s \| \| \| 7.º \| Egan Bernal \| Ineos Grenadiers \| + 1 min 31 s \| \| \| 8.º \| Lennert Van Eetvelt \| Lotto \| + 1 min 33 s \| \| \| 9.º \| Simon Yates \| Team Visma \\| Lease a Bike \| + 1 min 46 s \| \| \| 10.º \| Richard Carapaz \| EF Education-EasyPost \| + 1 min 59 s \| \| |                     |                            |                  |
| |                     |                            |                  |
| |                     |                            |                  |
| Clasificación general |                     |                            |                  |
| Ciclista | Ciclista            | Equipo                     | Tiempo           |
| 1.º | Primož Roglič       | Red Bull-Bora-Hansgrohe    | 24 h 46 min 21 s |
| 2.º | Juan Ayuso          | UAE Team Emirates XRG      | + 28 s           |
| 3.º | Enric Mas           | Movistar Team              | + 53 s           |
| 4.º | Mikel Landa         | Soudal Quick-Step          | + 54 s           |
| 5.º | Lenny Martinez      | Bahrain Victorious         | + 1 min 00 s     |
| 6.º | Laurens De Plus     | Ineos Grenadiers           | + 1 min 20 s     |
| 7.º | Egan Bernal         | Ineos Grenadiers           | + 1 min 31 s     |
| 8.º | Lennert Van Eetvelt | Lotto                      | + 1 min 33 s     |
| 9.º | Simon Yates         | Team Visma \| Lease a Bike | + 1 min 46 s     |
| 10.º | Richard Carapaz     | EF Education-EasyPost      | + 1 min 59 s     |

### Clasificación de la montaña
| Clasificación de la montaña | Clasificación de la montaña | Clasificación de la montaña | Clasificación de la montaña | Clasificación de la montaña |
| Ciclista                    | Ciclista                    | Equipo                      | Puntos                      |                             |
| --------------------------- | --------------------------- | --------------------------- | --------------------------- | --------------------------- |

### Clasificación de los puntos
| Clasificación por puntos | Clasificación por puntos | Clasificación por puntos | Clasificación por puntos | Clasificación por puntos |
| Ciclista                 | Ciclista                 | Equipo                   | Puntos                   |                          |
| ------------------------ | ------------------------ | ------------------------ | ------------------------ | ------------------------ |
| 1.º                      | Primož Roglič            | Red Bull-Bora-Hansgrohe  | 34 pts                   |                          |
| 2.º                      | Juan Ayuso               | UAE Team Emirates XRG    | 25 pts                   |                          |
| 3.º                      | Quinn Simmons            | Lidl-Trek                | 10 pts                   |                          |
| 4.º                      | Ethan Vernon             | Israel-Premier Tech      | 10 pts                   |                          |
| 5.º                      | Pavel Bittner            | Team Picnic-PostNL       | 10 pts                   |                          |
| 6.º                      | Diego Uriarte            | Equipo Kern Pharma       | 8 pts                    |                          |
| 7.º                      | Enric Mas                | Movistar Team            | 7 pts                    |                          |
| 8.º                      | Mats Wenzel              | Equipo Kern Pharma       | 6 pts                    |                          |
| 9.º                      | Jan Castellon            | Caja Rural-Seguros RGA   | 6 pts                    |                          |
| 10.º                     | Laurens De Plus          | Ineos Grenadiers         | 6 pts                    |                          |

### Clasificación de los jóvenes
| Clasificación del mejor joven | Clasificación del mejor joven | Clasificación del mejor joven | Clasificación del mejor joven | Clasificación del mejor joven |
| Ciclista                      | Ciclista                      | Equipo                        | Tiempo                        |                               |
| ----------------------------- | ----------------------------- | ----------------------------- | ----------------------------- | ----------------------------- |

### Clasificación por equipos
| Clasificación por equipos | Clasificación por equipos | Clasificación por equipos | Clasificación por equipos |
| Equipo                    | Equipo                    | Tiempo                    |                           |
| ------------------------- | ------------------------- | ------------------------- | ------------------------- |

## Evolución de las clasificaciones
| Etapa                   |                         | Ganador _       | Clasificación general | Puntos          | Montaña            | Jóvenes         | Combatividad      | Equipo                     |
| ----------------------- | ----------------------- | --------------- | --------------------- | --------------- | ------------------ | --------------- | ----------------- | -------------------------- |
| 1.ª etapa               | etapa escarpada         | Matthew Brennan | Matthew Brennan       | Matthew Brennan | Danny van der Tuuk | Matthew Brennan | Jan Castellon     | Alpecin-Deceuninck         |
| 2.ª etapa               | etapa llana             | Ethan Vernon    | Matthew Brennan       | Matthew Brennan | Danny van der Tuuk | Matthew Brennan | Diego Uriarte     | Alpecin-Deceuninck         |
| 3.ª etapa               | etapa de montaña        | Juan Ayuso      | Juan Ayuso            | Matthew Brennan | Bruno Armirail     | Juan Ayuso      | Alex Molenaar     | UAE Team Emirates XRG      |
| 4.ª etapa               | etapa de montaña        | Primož Roglič   | Primož Roglič         | Primož Roglič   | Bruno Armirail     | Juan Ayuso      | Eric Fagúndez     | XDS Astana Team            |
| 5.ª etapa               | etapa llana             | Matthew Brennan | Juan Ayuso            | Matthew Brennan | Bruno Armirail     | Juan Ayuso      | Jokin Murguialday | Team Visma \| Lease a Bike |
| 6.ª etapa               | etapa llana             | Quinn Simmons   | Juan Ayuso            | Juan Ayuso      | Bruno Armirail     | Juan Ayuso      | Carlos Verona     | Team Visma \| Lease a Bike |
| 7.ª etapa               | etapa escarpada         | Primož Roglič   | Primož Roglič         | Primož Roglič   | Primož Roglič      | Juan Ayuso      | Mats Wenzel       | Team Visma \| Lease a Bike |
| Clasificaciones finales | Clasificaciones finales |                 | Primož Roglič         | Primož Roglič   | Primož Roglič      | Juan Ayuso      | no otorgado       | Team Visma \| Lease a Bike |

## Ciclistas participantes y posiciones finales
Convenciones:
- AB-N: Abandono en la etapa "N"
- FLT-N: Retiro por arribo fuera del límite de tiempo en la etapa "N"
- NTS-N: No tomó la salida para la etapa "N"
- DES-N: Descalificado o expulsado en la etapa "N"

## UCI World Ranking
La Volta a Cataluña otorgó puntos para el UCI World Ranking para corredores de los equipos en las categorías UCI WorldTeam, UCI ProTeam y Continental. Las siguientes tablas son el baremo de puntuación y los diez corredores que obtuvieron más puntos:
| Posición              | 1.º | 2.º | 3.º | 4.º | 5.º | 6.º | 7.º | 8.º | 9.º | 10.º | 11.º | 12.º | 13.º | 14.º | 15.º | 16.º-20.º | 21.º-30.º | 31.º-50.º | 51.º-55.º | 56.º-60.º |
| Clasificación general | 400 | 320 | 260 | 220 | 180 | 140 | 120 | 100 | 80  | 68   | 56   | 48   | 40   | 32   | 28   | 24        | 16        | 8         | 4         | 2         |
| Por etapa             | 50  | 30  | 25  | 20  | 15  | 10  | 8   | 6   | 3   | 1    |      |      |      |      |      |           |           |           |           |           |
| Líder                 | 8   |     |     |     |     |     |     |     |     |      |      |      |      |      |      |           |           |           |           |           |

| Clasificación |                     |                         |         |       |       |       |
| Posición      | Ciclista            | Equipo                  | General | Etapa | Líder | Total |
| ------------- | ------------------- | ----------------------- | ------- | ----- | ----- | ----- |
| 1.º           | Primož Roglič       | Red Bull-BORA-hansgrohe | 400     | 130   | 8     | 538   |
| 2.º           | Juan Ayuso          | UAE Emirates XRG        | 320     | 81    | 24    | 425   |
| 3.º           | Enric Mas           | Movistar                | 260     | 35    | -     | 295   |
| 4.º           | Mikel Landa         | Soudal Quick-Step       | 220     | 46    | -     | 266   |
| 5.º           | Lenny Martinez      | Bahrain Victorious      | 180     | 40    | -     | 220   |
| 6.º           | Laurens De Plus     | INEOS Grenadiers        | 140     | 31    | -     | 171   |
| 7.º           | Lennert Van Eetvelt | Lotto                   | 100     | 71    | -     | 171   |
| 8.º           | Matthew Brennan     | Visma \| Lease a Bike   | -       | 130   | 16    | 146   |
| 9.º           | Egan Bernal         | INEOS Grenadiers        | 120     | 8     | -     | 128   |
| 10.º          | Simon Yates         | Visma \| Lease a Bike   | 80      | 6     | -     | 86    |